# Нурауыл
Нурауыл (каз. Нұрауыл, до 2002 г. — Северная Казарма) — упразднённое село в Сарыагашском районе Туркестанской области Казахстана. Входило в состав Жылгинского сельского округа.
Код КАТО — 515463600. Исключено из учётных данных в 2023 году.

## Население
В 1999 году население селоа составляло 582 человека (284 мужчины и 298 женщин). По данным переписи 2009 года, в селое проживало 295 человек (155 мужчин и 140 женщин).